# Gamla naturreservat

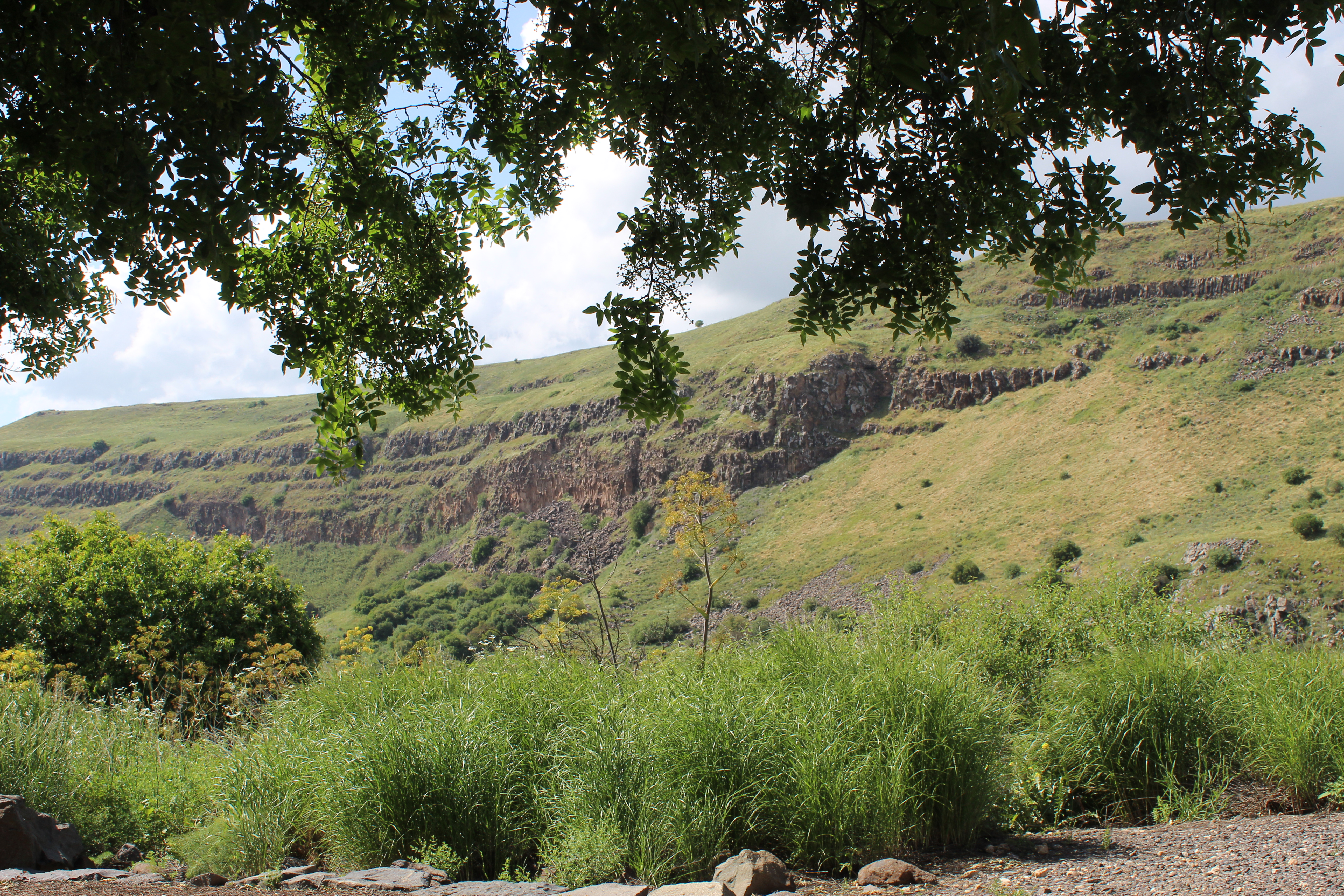
Bergsterräng nära Gamla

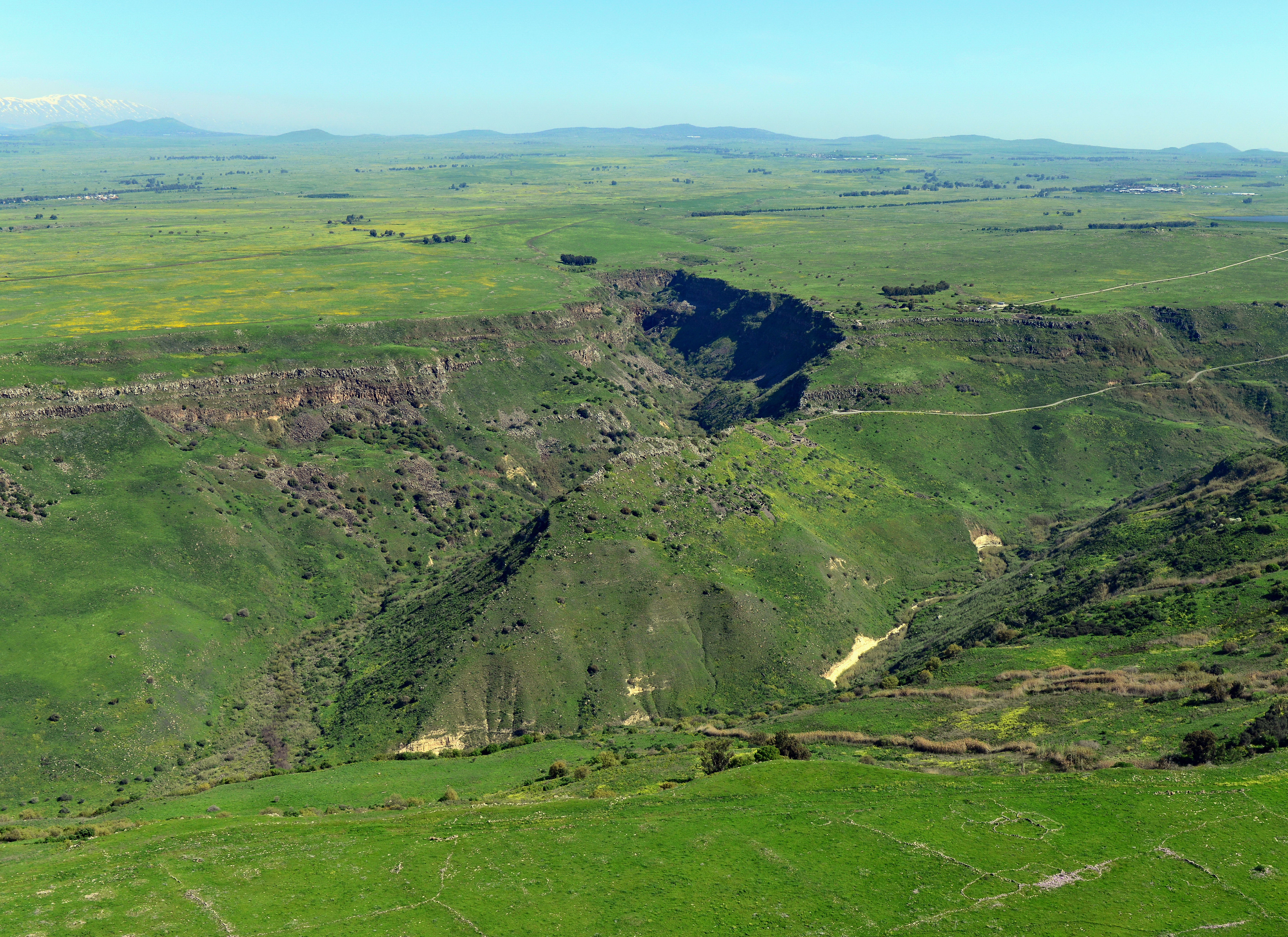
Flygfoto av Gamla naturreservat

Gamla naturreservat (Gamla eller Gamala på hebreiska גַּמְלָא, betyder "kamelen") är ett naturreservat och en arkeologisk plats som ligger i centrum av Golanhöjderna, ungefär 20 km söder om den israeliska bosättningen Katzrin. 
Naturreservatet är beläget mellan två floder, Gamla och Dailot, och har både naturliga och arkeologiska sevärdheter, däribland den största häckande kolonin med gåsgam i Israel, flera andra rovfåglar samt annat djurliv och vilda växter. Den antika staden Gamla och en plats med 716 dösar från bronsåldern finns här. Floden Gamla har ett 51 meter högt vattenfall, som är det högsta i Israel. Vattenfallet torkar ut under sommaren och hösten.
Reservatet har också flera andra sevärda platser, såsom ett minnesmärke och ruiner efter en by från den bysantinska perioden. Minnesmärket är tillägnat de judiska nybyggarna vid Golanhöjderna som dödades under krigen i Israel och på grund av terrorattacker. I naturreservatet finns också rester av en kristen by från 300–600-talet e.Kr., som är känt under det arabiska namnet Deir Qeruh. I staden finns ett välbevarat kloster runt en kyrka med en fyrkantig absid, som var vanligt i antikens Syrien och Jordanien, men inte i kyrkor väster om Jordanfloden.